# Tielt (okręg)
Tielt (nld. Arrondissement Tielt, fr. Arrondissement administratif de Tielt, niem. Bezirk Tielt) – okręg w północnej Belgii, w Regionie Flamandzkim, w prowincji Flandria Zachodnia.  

## Podział administracyjny
Okręg podzielony jest na dziewięć gmin (nld. gemeente, fr. commmune, niem. Gemeinde), w skład których wchodzi jedenaście dzielnic (deelgemeente)
| - Ardooie (Ardoye) - Koolskamp (Coolscamp) - Dentergem (Denterghem) - Markegem - Oeselgem (Ousselghem) - Wakken - Meulebeke - Oostrozebeke - Pittem - Egem - Ruiselede (Ruysselède) - Tielt (Thielt), miasto - Aarsele - Kanegem - Schuiferskapelle - Wielsbeke - Ooigem - Sint-Baafs-Vijve (Vive-Saint-Bavon) - Wingene - Zwevezele |